# 3. Sinfonie (Mjaskowski)
Die Sinfonie in a-Moll op. 15 ist die dritte Sinfonie des Komponisten Nikolai Jakowlewitsch Mjaskowski.

## Entstehungsgeschichte
Die dritte Sinfonie war die letzte, die Mjaskowski vor Ausbruch des Ersten Weltkriegs schrieb. Die bisherigen Werke des Komponisten waren zu dieser Zeit schon wohlwollend aufgenommen worden, besonders die Sonate für Violoncello und Klavier in D-Dur war sehr beliebt. Die Arbeiten an der Sinfonie waren im April 1914 beendet.

## Analyse
Die innere Zerrissenheit Mjaskowski, die schon in den anderen Frühwerken zu erkennen war, zeigt sich am eindrucksvollsten in der dritten Sinfonie. Als Beispiel sei nur der Kontrast zwischen den ersten beiden Themen des ersten Satzes oder zwischen dem Ende des ersten Satzes und der Einleitung des zweiten Satzes genannt. Mjaskowski war in dieser frühen Schaffensphase offensichtlich noch auf der Suche nach einem eigenen Stil, wobei die Sinfonie einen Kompromiss zwischen der Musik der russischen Romantik und der Verarbeitung der traumatischen Erlebnisse der damaligen Zeit darstellt.
Der erste Satz in a-Moll beginnt mit einer Einleitung, in der bereits das meiste motivische Material des gesamten Stückes vorgestellt wird. Zuerst erscheint, auf dunklem Grollen der Bässe aufgebaut, eine Fanfare in Es, die immer wieder im Stück auftaucht. Danach folgt ein zweites, majestätisches und bedrohliches Thema. Die anschließende dreiteilige Sonatenform beginnt mit einem zähen, krampfhaften Thema. Die sehr chromatische und fast schon atonale Überleitung führt zu einer lauten und vom ganzen Orchester gespielten Variante des zweiten Themas der Einleitung. Nach einer Beruhigung der Musik setzt das zweite, gesangliche Thema ein, das wieder auf der Einleitungsfanfare basiert. Das dritte Thema steht in Des-Dur, die Durchführung und Reprise sind strukturell konventionell gehalten, auch wenn die letzten Minuten in A-Dur deutlich ruhiger und friedlicher sind.
Der zweite Satz beginnt mit schallenden, fanfarenartigen Akkorden, die durch eine schnelle Entwicklung zum Hauptthema des Rondos führen. Das zweite, tänzerische Thema in e-Moll und eine Variante des Hauptthemas des ersten Satzes folgt, wobei diese Variante so stark abgeändert ist, dass man sie auch als eigenständiges Thema bezeichnen könnte. Nach einer Verlangsamung der Musik erscheint der zentrale Teil des Satzes, die wieder eine bedrohliche Stimmung aufweist. Der Teil endet mit einem Thema im Unisono, es folgt eine Wiederholung der Einleitung und der beiden Themen des Rondos. Eine weitere Variante des Themas des ersten Satzes, diesmal nicht so verfremdet, leitet zum letzten, überraschenden Abschnitt der Sinfonie über: Einem Trauermarsch in der Form A-B-A. Er beginnt mit einem leisen Thema der Streicher, das auch auf das zweite Thema des Rondoteils zurückgreift. Der zweite Teil besteht aus einem langen, großen Crescendo, das das erste Thema des Satzes benutzt und wieder zum Trauermarschthema führt, der diesmal kraftvoll vom ganzen Orchester intoniert wird. Die Coda des Marsches, die gleichzeitig auch die Coda des Satzes ist, ist wieder ruhig und leise, es erscheint eine Art Cello-Kadenz und mehrere a-moll-sixte-ajoutée-Akkorde, die mit der Tonfolge e-fis-gis-a in den Bässen unterlegt sind. Zum Schluss verklingt der Akkord und die Bässe spielen ein letztes a. Dieser ungewöhnliche Schluss zeigt deutlich den damaligen Gemütszustand Mjaskowskis: Der Trauermarsch symbolisiert den Schrecken und die Hoffnungslosigkeit der politischen und gesellschaftlichen Situation im Russland von 1914.

## Rezeption und Kritik
Die Uraufführung der dritten Sinfonie fand am 14. Februarjul. / 27. Februar 1915greg. in Moskau mit dem Orchester des Bolschoi-Theaters unter Leitung von Emil Cooper statt.
Nach Abschluss der dritten Sinfonie war Mjaskowski derart unzufrieden mit sich, dass er überlegte, das Komponieren vielleicht ganz aufzugeben, zumindest aber noch einmal von vorne zu beginnen. Ein solcher Einschnitt ist zwar tatsächlich in der Musik Mjaskowskis zu erkennen, allerdings nicht gewollt herbeigeführt, sondern durch den Ersten Weltkrieg verursacht. Als Mjaskowski gerade an der Front kämpfte, erreichte ihn die Nachricht, dass die Dirigenten Aslanow (der schon die erste Sinfonie uraufgeführt hatte) und Alexander Iljitsch Siloti an der Partitur der dritten Sinfonie interessiert waren. Spätestens mit der dritten Sinfonie bekannte sich Mjaskowski klar zu seiner russisch-nationalen Haltung. Das Werk widmete er seinem Freund und Kollegen Boris Assafjew.